# Lista dos treinadores vencedores da Liga dos Campeões da UEFA

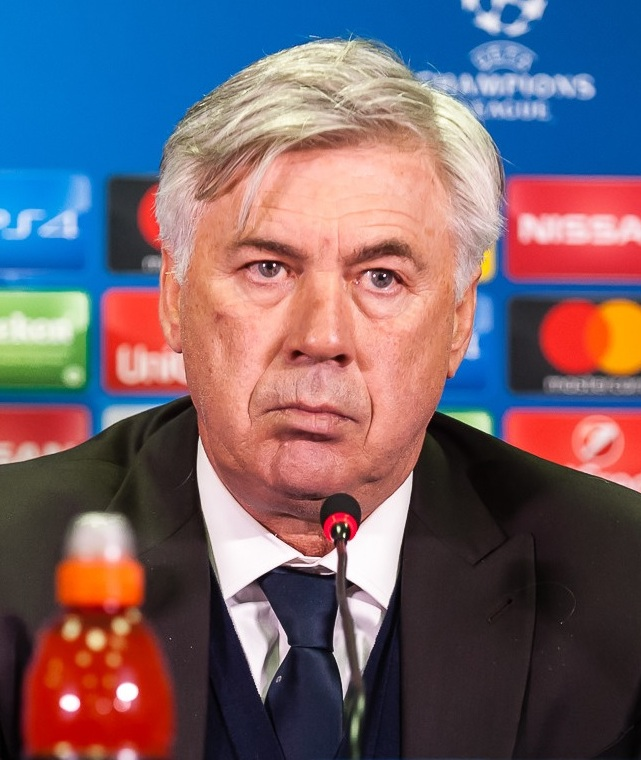
Carlo Ancelotti conquistou duas edições pelo Milan e três pelo Real Madrid.

Este anexo é uma lista dos treinadores vencedores da Liga dos Campeões da UEFA. O treinador espanhol José Villalonga levou o Real Madrid a conquista da edição inaugural em 1955–56 e repetiu o feito na temporada seguinte. Clubes e treinadores ingleses dominaram a competição no final da década de 1970 e começo da década de 1980, vencendo todos os torneios de 1977 a 1982. Apesar disto, treinadores italianos foram os mais bem sucedidos, obtendo êxito em onze edições desde 1956. Somente dois treinadores portugueses alcançaram tal feito: Artur Jorge em 1986–87 e José Mourinho, 17 anos depois, ambos com o Porto; este último repetiria o feito em 2009–10 com a Internazionale. Treinadores não-europeus foram vencedores em quatro ocasiões, Luis Carniglia em 1958–59 e 1959–60 e Helenio Herrera em 1963–64 e 1964–65, ambos argentinos. A competição mudou o nome para Liga dos Campeões da UEFA em 1993, com o belga Raymond Goethals liderando o clube Olympique de Marseille e ganhando a edição de "estreia" naquele ano.
Carlo Ancelotti é o técnico que detém mais títulos, tendo vencido por 5 vezes, levando o Milan à vitória nas finais de 2002–03 e 2006–07, e Real Madrid nas finais de 2013–14, 2021-22 e 2023-24. 
Três treinadores venceram a competição em três ocasiões: Bob Paisley levando o Liverpool à vitória nas finais de 1976–77, 1977–78 e 1980–81, Zinédine Zidane dirigindo o Real Madrid à vitória nas finais de 2015–16, 2016–17 e 2017–18, sendo o primeiro treinador a vencer três títulos em sequência, e Josep Guardiola nas edições de 2008–09, 2010–11 e 2022–23. Quinze outros treinadores conquistaram o título em duas ocasiões. Sete treinadores venceram o torneio tanto como jogador e como treinador, sendo eles Miguel Muñoz, Giovanni Trapattoni, Johan Cruijff, Carlo Ancelotti, Frank Rijkaard, Josep Guardiola e Zinedine Zidane.
Seis treinadores conquistaram o título com dois clubes diferentes: Ernst Happel com Feyenoord em 1969–70 e Hamburgo em 1982–83, Ottmar Hitzfeld com Borussia Dortmund em 1996–97 e FC Bayern München em 2000–01, José Mourinho com Porto em 2003–04 e Internazionale em 2010–11, Jupp Heynckes com Real Madrid em 1997–98 e Bayern de Munique em 2012–13, Carlo Ancelotti com Milan em 2002–03 e 2006–07, e Real Madrid em 2013–14, 2021-22 e em 2023-24, e Josep Guardiola com o Barcelona em 2008–09 e 2010–11, e Manchester City em 2022–23.

## Por edição

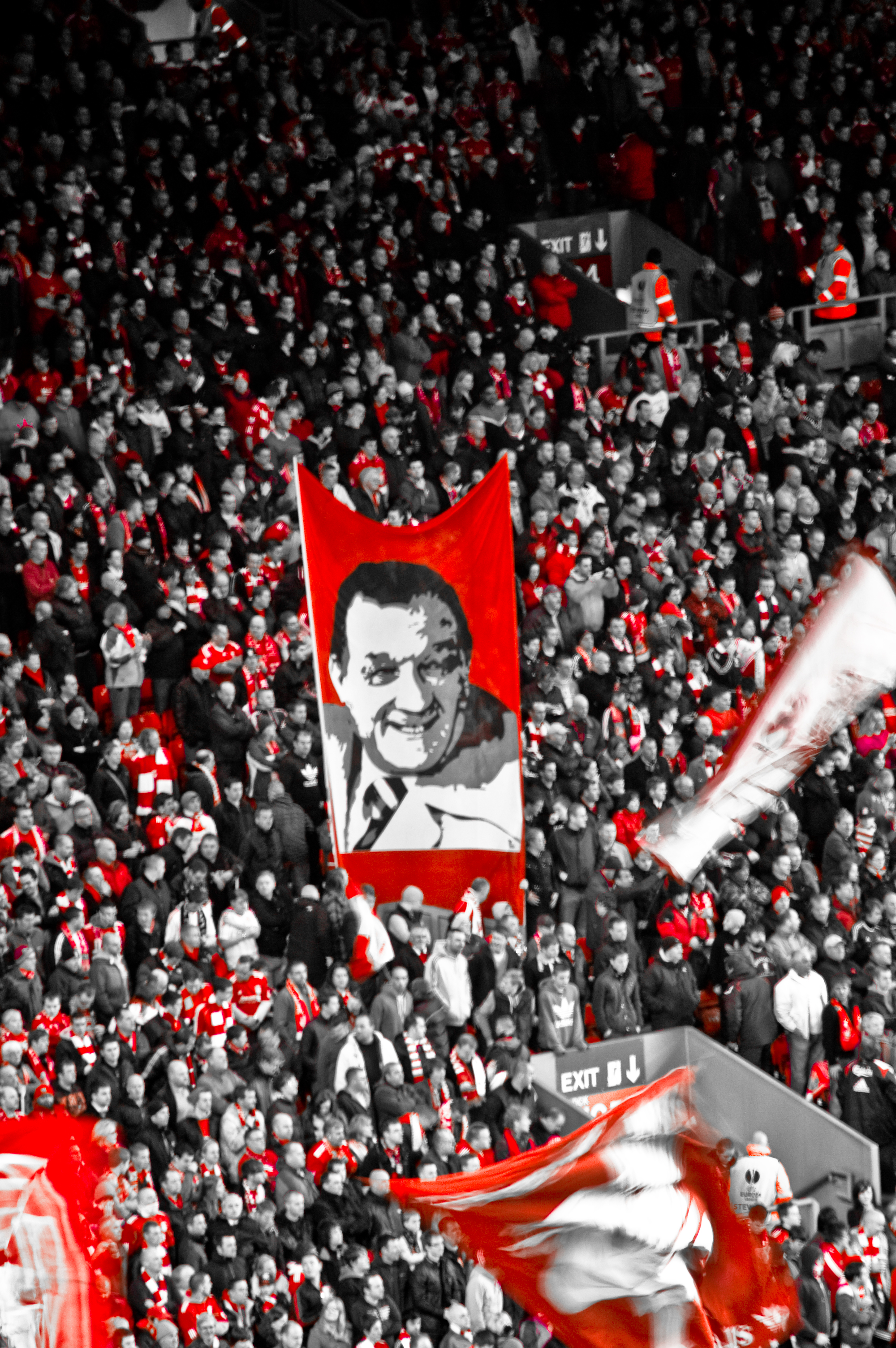
Bob Paisley é um dos treinadores mais vitoriosos da competição, com três conquistas, todas sob o comando do.

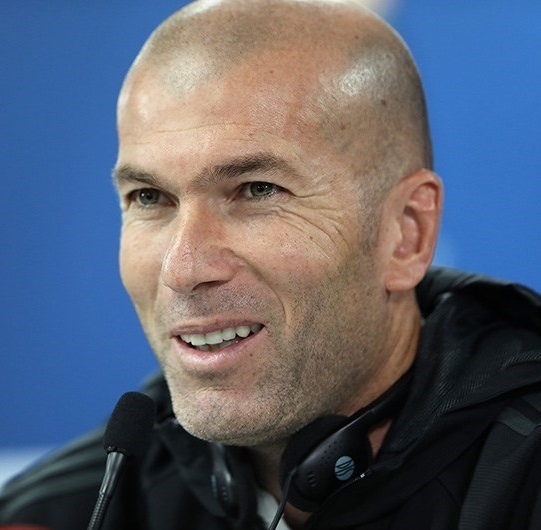
Zinédine Zidane foi tricampeão consecutivo com o Real Madrid.

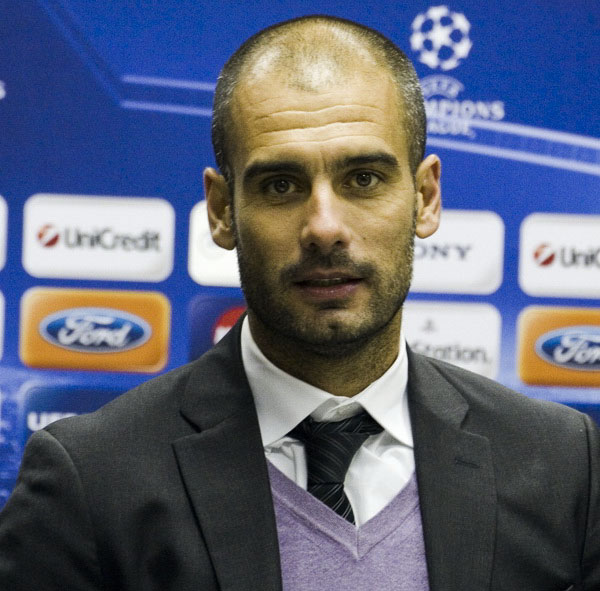
Josep Guardiola, treinador vencedor em 2008–09, 2010–11 e 2022–23.

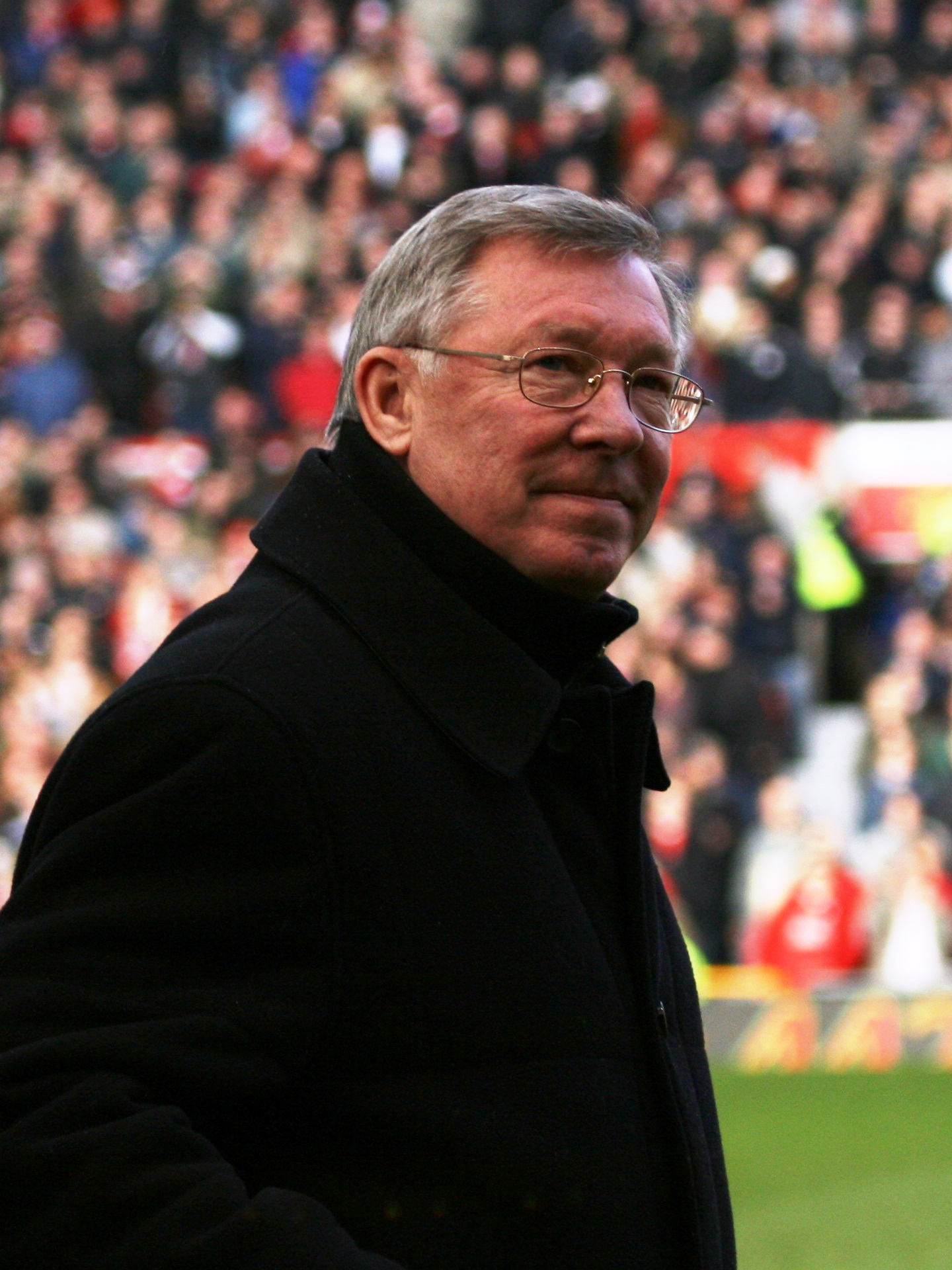
Alex Ferguson, conquistou duas edições pelo Manchester United.

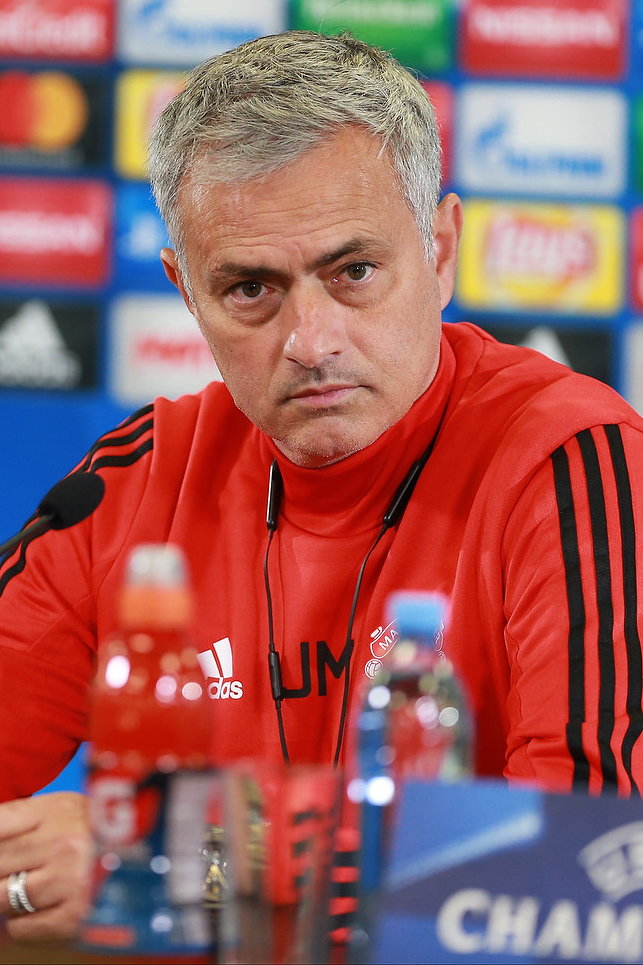
José Mourinho, treinador vencedor em 2003–04 e 2009–10.

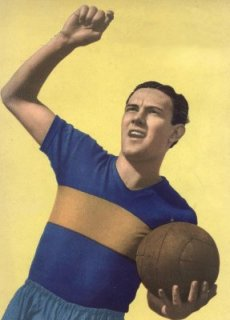
Luis Carniglia foi o primeiro treinador não-europeu a vencer a competição, em 1957–58. Até os dias de hoje, apenas ele e Helenio Herrera, ambos sul-americanos, conseguiram essa façanha.

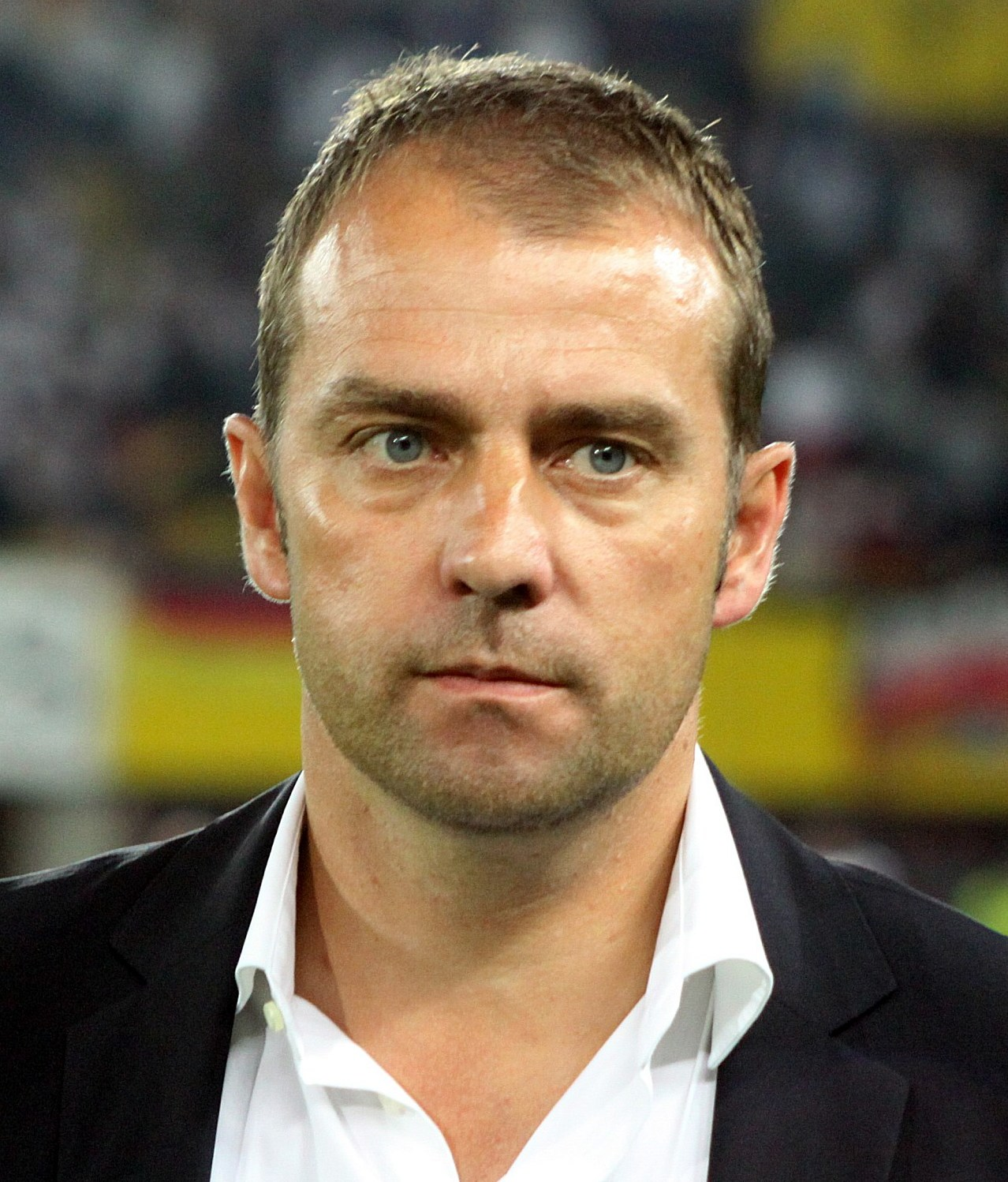
Hans-Dieter Flick, campeão com o Bayern de Munique.

| Final   |     | Treinador vencedor       |     | Clube                  | Ref    |
| ------- | --- | ------------------------ | --- | ---------------------- | ------ |
| 1955–56 | ESP | José Villalonga Llorente | ESP | Real Madrid            | [ 4 ]  |
| 1956–57 | ESP | José Villalonga Llorente | ESP | Real Madrid            | [ 4 ]  |
| 1957–58 | ARG | Luis Carniglia           | ESP | Real Madrid            | [ 4 ]  |
| 1958–59 | ARG | Luis Carniglia           | ESP | Real Madrid            | [ 4 ]  |
| 1959–60 | ESP | Miguel Muñoz             | ESP | Real Madrid            | [ 4 ]  |
| 1960–61 | HUN | Béla Guttmann            | PRT | Benfica                | [ 4 ]  |
| 1961–62 | HUN | Béla Guttmann            | PRT | Benfica                | [ 4 ]  |
| 1962–63 | ITA | Nereo Rocco              | ITA | Milan                  | [ 4 ]  |
| 1963–64 | ARG | Helenio Herrera          | ITA | Internazionale         | [ 4 ]  |
| 1964–65 | ARG | Helenio Herrera          | ITA | Internazionale         | [ 4 ]  |
| 1965–66 | ESP | Miguel Muñoz             | ESP | Real Madrid            | [ 4 ]  |
| 1966–67 | SCO | Jock Stein               | SCO | Celtic                 | [ 5 ]  |
| 1967–68 | SCO | Matt Busby               | ENG | Manchester United      | [ 6 ]  |
| 1968–69 | ITA | Nereo Rocco              | ITA | Milan                  | [ 4 ]  |
| 1969–70 | AUT | Ernst Happel             | NED | Feyenoord              | [ 7 ]  |
| 1970–71 | NED | Rinus Michels            | NED | Ajax                   | [ 8 ]  |
| 1971–72 | ROM | Ştefan Kovács            | NED | Ajax                   | [ 4 ]  |
| 1972–73 | ROM | Ştefan Kovács            | NED | Ajax                   | [ 4 ]  |
| 1973–74 | GER | Udo Lattek               | GER | Bayern de Munique      | [ 9 ]  |
| 1974–75 | GER | Dettmar Cramer           | GER | Bayern de Munique      | [ 4 ]  |
| 1975–76 | GER | Dettmar Cramer           | GER | Bayern de Munique      | [ 4 ]  |
| 1976–77 | ENG | Bob Paisley              | ENG | Liverpool              | [ 4 ]  |
| 1977–78 | ENG | Bob Paisley              | ENG | Liverpool              | [ 4 ]  |
| 1978–79 | ENG | Brian Clough             | ENG | Nottingham Forest      | [ 4 ]  |
| 1979–80 | ENG | Brian Clough             | ENG | Nottingham Forest      | [ 4 ]  |
| 1980–81 | ENG | Bob Paisley              | ENG | Liverpool              | [ 4 ]  |
| 1981–82 | ENG | Tony Barton              | ENG | Aston Villa            | [ 10 ] |
| 1982–83 | AUT | Ernst Happel             | GER | Hamburgo               | [ 11 ] |
| 1983–84 | ENG | Joe Fagan                | ENG | Liverpool              | [ 12 ] |
| 1984–85 | ITA | Giovanni Trapattoni      | ITA | Juventus               | [ 13 ] |
| 1985–86 | ROM | Emerich Jenei            | ROM | Steaua Bucareste       | [ 14 ] |
| 1986–87 | PRT | Artur Jorge              | PRT | Porto                  | [ 15 ] |
| 1987–88 | NED | Guus Hiddink             | NED | PSV Eindhoven          | [ 16 ] |
| 1988–89 | ITA | Arrigo Sacchi            | ITA | Milan                  | [ 4 ]  |
| 1989–90 | ITA | Arrigo Sacchi            | ITA | Milan                  | [ 4 ]  |
| 1990–91 | YUG | Ljupko Petrović          | YUG | Estrela Vermelha       | [ 17 ] |
| 1991–92 | NED | Johan Cruijff            | ESP | Barcelona              | [ 18 ] |
| 1992–93 | BEL | Raymond Goethals         | FRA | Olympique de Marseille | [ 19 ] |
| 1993–94 | ITA | Fabio Capello            | ITA | Milan                  | [ 20 ] |
| 1994–95 | NED | Louis van Gaal           | NED | Ajax                   | [ 21 ] |
| 1995–96 | ITA | Marcello Lippi           | ITA | Juventus               | [ 22 ] |
| 1996–97 | GER | Ottmar Hitzfeld          | GER | Borussia Dortmund      | [ 4 ]  |
| 1997–98 | GER | Jupp Heynckes            | ESP | Real Madrid            | [ 23 ] |
| 1998–99 | SCO | Alex Ferguson            | ENG | Manchester United      | [ 24 ] |
| 1999–00 | ESP | Vicente del Bosque       | ESP | Real Madrid            | [ 4 ]  |
| 2000–01 | GER | Ottmar Hitzfeld          | GER | Bayern de Munique      | [ 4 ]  |
| 2001–02 | ESP | Vicente del Bosque       | ESP | Real Madrid            | [ 4 ]  |
| 2002–03 | ITA | Carlo Ancelotti          | ITA | Milan                  | [ 25 ] |
| 2003–04 | PRT | José Mourinho            | PRT | Porto                  | [ 26 ] |
| 2004–05 | ESP | Rafael Benítez           | ENG | Liverpool              | [ 27 ] |
| 2005–06 | NED | Frank Rijkaard           | ESP | Barcelona              | [ 28 ] |
| 2006–07 | ITA | Carlo Ancelotti          | ITA | Milan                  | [ 29 ] |
| 2007–08 | SCO | Alex Ferguson            | ENG | Manchester United      | [ 30 ] |
| 2008–09 | ESP | Josep Guardiola          | ESP | Barcelona              | [ 31 ] |
| 2009–10 | PRT | José Mourinho            | ITA | Internazionale         | [ 32 ] |
| 2010–11 | ESP | Josep Guardiola          | ESP | Barcelona              | [ 31 ] |
| 2011–12 | ITA | Roberto Di Matteo        | ENG | Chelsea                | [ 33 ] |
| 2012–13 | GER | Jupp Heynckes            | GER | Bayern de Munique      | [ 4 ]  |
| 2013–14 | ITA | Carlo Ancelotti          | ESP | Real Madrid            | [ 34 ] |
| 2014–15 | ESP | Luis Enrique             | ESP | Barcelona              | [ 35 ] |
| 2015–16 | FRA | Zinédine Zidane          | ESP | Real Madrid            | [ 36 ] |
| 2016–17 | FRA | Zinédine Zidane          | ESP | Real Madrid            | [ 36 ] |
| 2017–18 | FRA | Zinédine Zidane          | ESP | Real Madrid            | [ 36 ] |
| 2018–19 | GER | Jürgen Klopp             | ENG | Liverpool              | [ 37 ] |
| 2019–20 | GER | Hans-Dieter Flick        | GER | Bayern de Munique      | [ 38 ] |
| 2020–21 | GER | Thomas Tuchel            | ENG | Chelsea                | [ 39 ] |
| 2021–22 | ITA | Carlo Ancelotti          | ESP | Real Madrid            | [ 40 ] |
| 2022–23 | ESP | Josep Guardiola          | ENG | Manchester City        | [ 31 ] |
| 2023–24 | ITA | Carlo Ancelotti          | ESP | Real Madrid            | [ 41 ] |
| 2024–25 | ESP | Luis Enrique             | FRA | Paris Saint-Germain    | [ 42 ] |

## Por treinador
| Treinador                | Títulos | Anos                                         |
| ------------------------ | ------- | -------------------------------------------- |
| Carlo Ancelotti          | 5       | 2002–03, 2006–07, 2013–14, 2021–22 e 2023–24 |
| Bob Paisley              | 3       | 1977–78, 1978–79 e 1980–81                   |
| Zinédine Zidane          | 3       | 2015–16, 2016–17 e 2017–18                   |
| Josep Guardiola          | 3       | 2008–09, 2010–11 e 2022–23                   |
| José Villalonga Llorente | 2       | 1955–56, 1956–57                             |
| Luis Carniglia           | 2       | 1957–58, 1958–59                             |
| Béla Guttmann            | 2       | 1960–61, 1961–62                             |
| Helenio Herrera          | 2       | 1963–64, 1964–65                             |
| Miguel Muñoz             | 2       | 1959–60, 1965–66                             |
| Nereo Rocco              | 2       | 1962–63, 1968–69                             |
| Ştefan Kovács            | 2       | 1971–72, 1972–73                             |
| Dettmar Cramer           | 2       | 1974–75, 1975–76                             |
| Brian Clough             | 2       | 1978–79, 1979–80                             |
| Ernst Happel             | 2       | 1969–70, 1982–83                             |
| Arrigo Sacchi            | 2       | 1988–89, 1989–90                             |
| Ottmar Hitzfeld          | 2       | 1996–97, 2000–01                             |
| Vicente del Bosque       | 2       | 1999–00, 2001–02                             |
| Alex Ferguson            | 2       | 1998–99, 2007–08                             |
| José Mourinho            | 2       | 2003–04, 2009–10                             |
| Jupp Heynckes            | 2       | 1997–98, 2012–13                             |
| Luis Enrique             | 2       | 2014–15, 2024–25                             |

## Por país

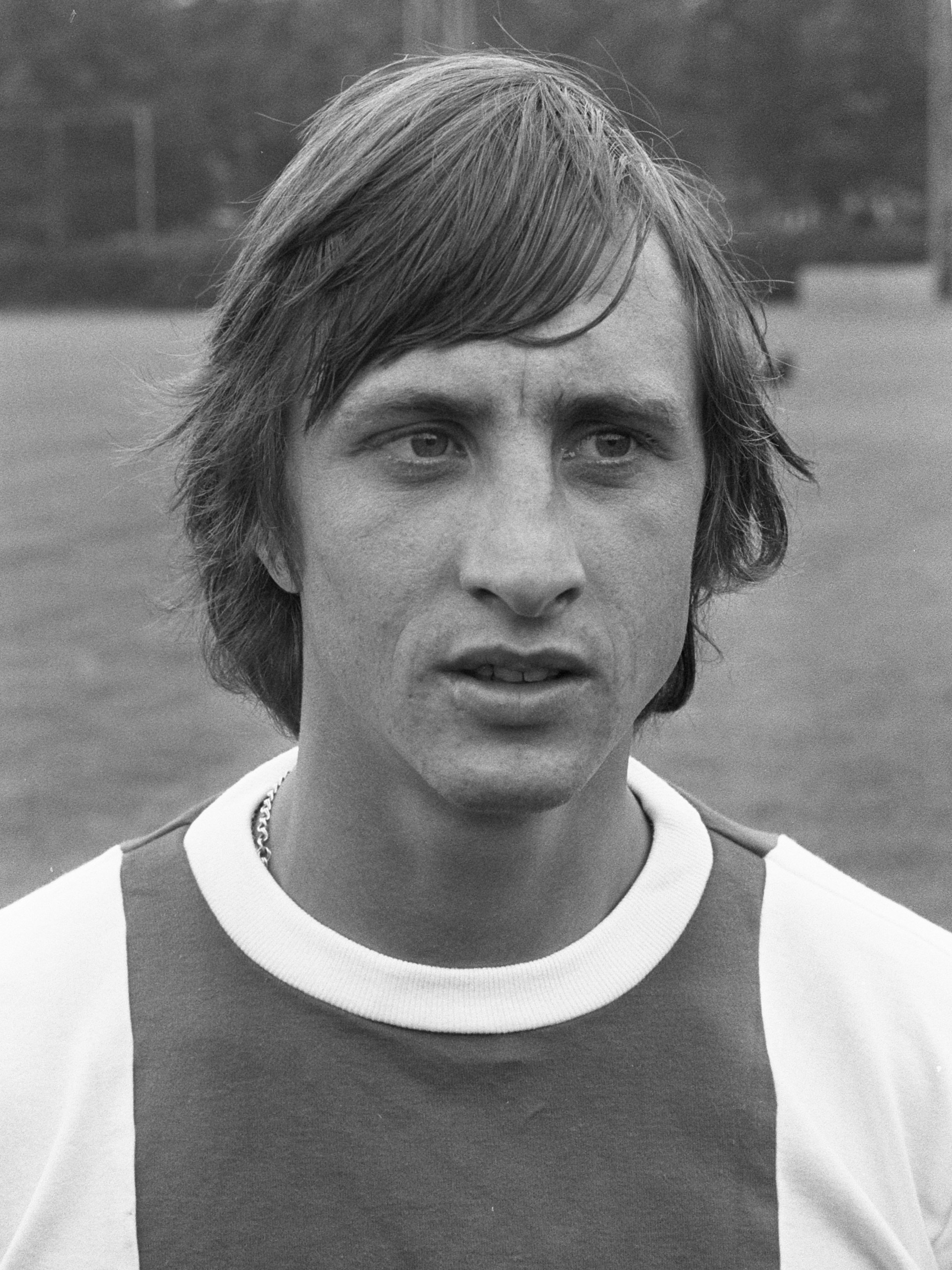
Johan Cruijff como jogador do Ajax.

| País          | Títulos |
| ------------- | ------- |
| Itália        | 13      |
| Espanha       | 12      |
| Alemanha      | 10      |
| Inglaterra    | 7       |
| Países Baixos | 5       |
| Argentina     | 4       |
| Escócia       | 4       |
| Portugal      | 3       |
| Roménia       | 3       |
| França        | 3       |
| Hungria       | 2       |
| Áustria       | 2       |
| Iugoslávia    | 1       |
| Bélgica       | 1       |

## Campeões como jogador e técnico

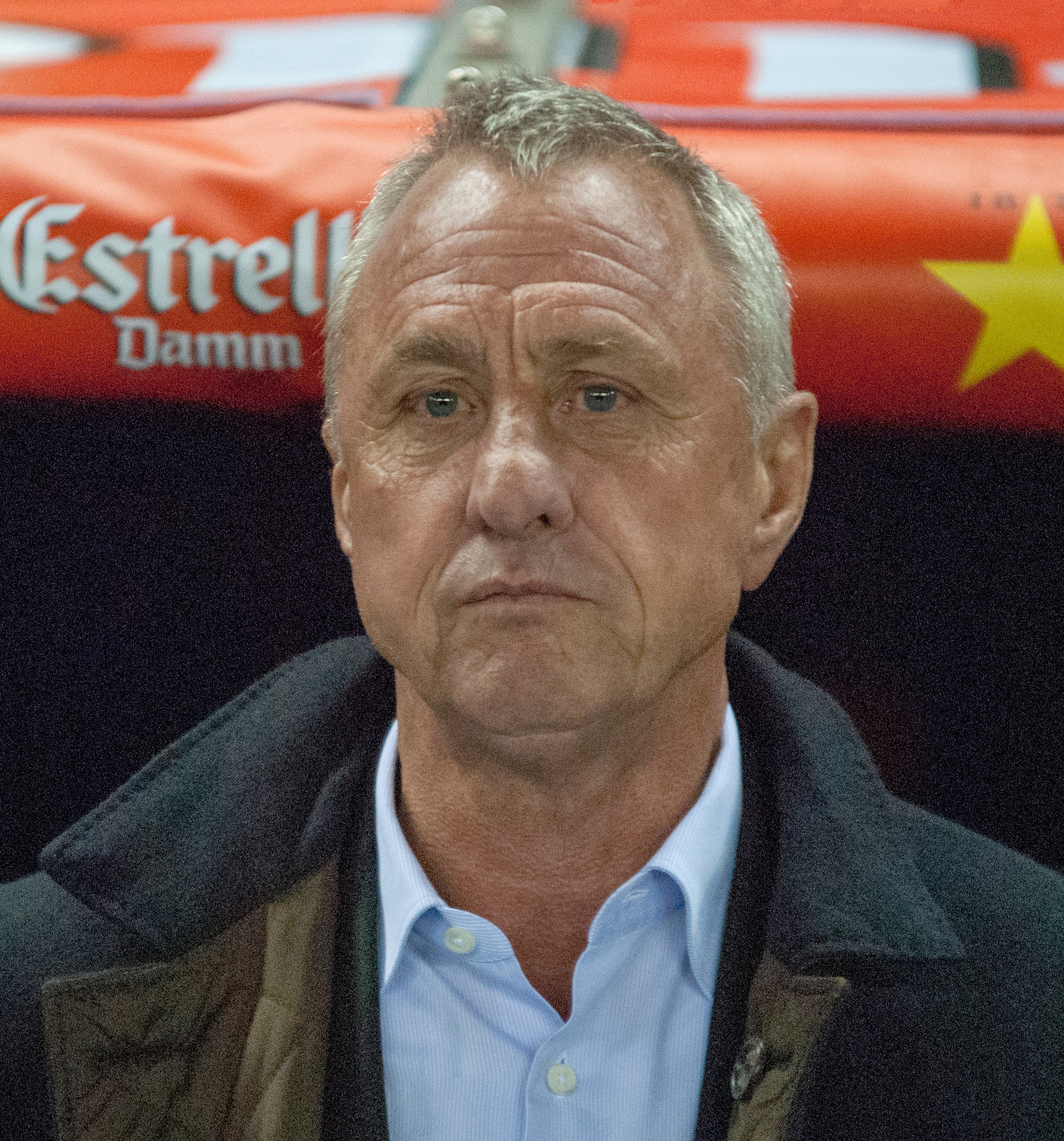
Johan Cruijff após ser técnico do Barcelona.

1. Miguel Muñoz. Como jogador (3): Real Madrid (1956, 1957, 1958). Como técnico (2): Real Madrid (1960,1966). Total: 5. Diferença: 4 anos.
2. Giovanni Trapattoni. Como jogador (2): Milan (1963, 1969). Como técnico (1): Juventus (1985). Total: 3. Diferença: 22 anos.
3. Johan Cruijff. Como jogador (3): Ajax (1971, 1972, 1973). Como técnico (1): Barcelona (1992). Total: 4. Diferença: 21 anos.
4. Carlo Ancelotti. Como jogador (2): Milan (1989, 1990). Como técnico (5): Milan (2003, 2007), Real Madrid (2014, 2022, 2024). Total: 7. Diferença: 14 anos.
5. Frank Rijkaard. Como jogador (2): Milan (1989, 1990). Como técnico (1): Barcelona (2006). Total: 3. Diferença: 17 anos.
6. Josep Guardiola. Como jogador (1): Barcelona (1992). Como técnico (3): Barcelona (2009, 2011), Manchester City (2023). Total: 4. Diferença: 17 anos.
7. Zinédine Zidane. Como jogador (1): Real Madrid (2002). Como técnico (3): Real Madrid (2016, 2017, 2018). Total: 4. Diferença: 14 anos.

Fonte: 